# 2000年夏季残疾人奥林匹克运动会津巴布韦代表团
2000年夏季残疾人奥林匹克运动会津巴布韦代表团是津巴布韦派出的2000年夏季残疾人奥林匹克运动会代表团。获得1枚金牌。